# Smart Grid Architecture Model
Das Smart Grid Architecture Model (SGAM) umfasst ein Framework für die einheitliche Beschreibung von Systemarchitekturen für Smart Grids.

## Hintergrund
Das SGAM wurde im Rahmen des europäischen Mandats M/490 von der Smart Grid Coordination Group, getragen vom Europäischen Komitee für Normung (CEN), dem Europäischen Komitee für elektrotechnische Normung (CENELEC) und dem Europäischen Institut für Telekommunikationsnormen (ETSI), entwickelt und verfolgte das ursprüngliche Ziel, Lücken in der Smart-Grid-Standardisierung aufzudecken. Eine breite Akzeptanz dieses Frameworks innerhalb der Nutzergemeinschaft verhalf diesem Framework darüber hinaus zu einem vermehrten Einsatz bei der Entwicklung von Smart-Grid-Systemarchitekturen.

## Aufbau und Struktur
Die Struktur des SGAM basiert auf zwei wesentlichen Konzepten:
1. SGAM Plane (Ebene)
2. Fünf Interoperabilitäts Ebenen

### SGAM Plane
Bei der SGAM Plane handelt es sich um eine strukturierte Ebene zur Darstellung von Smart-Grid-Architekturen. Hierfür wurden das NIST Conceptual Model mit der Überwachung und Steuerung (SCADA auf Prozessleitebene) innerhalb der Automatisierungspyramide zu einer Ebene kombiniert. Die resultierende x-Achse dieser Ebene („Domains“) unterteilt die Problemdomäne Elektrische Energieversorgung in die einzelnen Abschnitte:
- Bulk Generation: großvolumige Energieerzeugung
- Transmission: Übertragungsnetz
- Distribution: Verteilnetz
- Distributed Energy Ressource, DER: verteilte Energieerzeuger
- Customer Premises: Kunden / Prosumer Domäne

Die y-Achse der SGAM Plane („Zones“) spiegelt im Wesentlichen die Automatisierungspyramide wider, ergänzt um die beiden Zonen „Enterprise“ und „Market“ (aus dem NIST Conceptual Model):
- Process: physisches Equipment der Energieversorgung
- Field: Schutz, Steuer und Überwachungsequipment
- Station: räumliche Aggregation der Field Zone, z. B. lokales SCADA-System
- Operation: übergeordnete Steuerung des Energiesystems, z. B. Verteilnetzsteuerung
- Enterprise: kommerzielle und organisatorische Prozesse
- Market: Markt Operationen und Interaktionen

Die Spezifikation der SGAM Plane als Ebene ermöglicht letztlich eine strukturierte Verortung einzelner Elemente innerhalb des übergeordneten Kontext sowie die Darstellungen von Schnittstellen zwischen einzelnen Komponenten.

### Interoperabilitäts-Ebenen
Um das übergeordnete Ziel „Interoperabilität“ zu erreichen, werden einzelne Aspekte getrennt betrachtet. Hierfür wurde das Konzept von fünf Interoperabiltäts-Ebenen eingeführt: Einzelne Aspekte werden hierbei separiert auf unterschiedlichen SGAM Planes betrachtet:
- Business Layer: Business View, z. B. ökonomische und regulatorische Aspekte
- Function Layer: Funktionen und Services zwischen Komponenten aus architektonischer Sicht
- Information Layer: Übertragene Informationsobjekte und Datenmodelle
- Communication Layer: Protokolle und Mechanismen für Informationsaustausch
- Component Layer: Physikalische Verteilung der beteiligten Komponenten

Das resultierende SGAM-Framework ermöglicht somit (1) die strukturierte Darstellung eines Smart-Grid-Systems mit (2) separierter Betrachtung einzelner Interoperabilitäts-Aspekte.

## Verbreitung und Verwendung
Die Übersichtlichkeit des SGAM Würfels resultiert in einer einfachen Verständlichkeit und damit einhergehend breiter Akzeptanz innerhalb der Smart-Grid-Entwicklergemeinschaft. Insbesondere im Rahmen der Architekturentwicklung kommt es verstärkt zur Anwendung. Verschiedene frei verfügbare Werkzeuge, wie zum Beispiel die an der FH Salzburg entwickelte SGAM Toolbox stehen hierfür zur Verfügung.
Auf Basis der positiven Erfahrungen mit dem SGAM existieren verschiedene Ableitungen wie zum Beispiel das Referenzarchitekturmodell Industrie 4.0 (RAMI 4.0), welches 2016 als DIN SPEC 91345 veröffentlicht wurde.

## Verwandte Normen und Standards

### IEC 62559:2015 Use case methodology – Part 2: Definition of the templates for use cases, actor list and requirements list
Der IEC 62559-2 Standard definiert das sog. Use Case-Template für die Beschreibung von Use Cases der Energiedomäne, welche innerhalb von acht Abschnitten die unterschiedlichen Abstraktions- bzw. Interoperabilitätsebenen des SGAM-Frameworks widerspiegeln. So stellt IEC 62559-2 Use Case-Template eine geeignete Grundlage bzw. einen geeigneten ersten Schritt zur Erstellung von adäquaten Architekturmodellen dar.
Quelle:

### NIST IR 7628: Guidelines for Smart Grid Cyber Security
Im Rahmen der NIST IR 7628 Guidelines wurde eine Referenzarchitektur für Smart-Grid-Lösungen vorgestellt, die als sicher gelten. Eine Abbildung dieser Referenzarchitektur im Kontext des SGAM Frameworks wurde bereits demonstriert.
Das SGAM Framework ermöglicht, Schnittstellen in der Smart-Grid-Architektur zu beschreiben und anschließend mit Standards zu belegen bzw. Standardisierungslücken aufzudecken und zu schließen.
Vorteil des Anwenders dieser Architektur ist es, seinen Anwendungsfall komplett standardisiert und interoperabel über die verschiedenen Layer in einem gemeinsamen Modell aller Beteiligten beschreiben zu können und anschließend zu validieren. Spätere Austausch bzw. Erweiterung in den Ebenen führt nicht automatisch zu einer komplett neuen Validierung des gesamten Use cases.
Quelle: